# Blåbärslandet-Högholmen
Blåbärslandet-Högholmen (finska: Mustikkamaa-Korkeasaari) är en stadsdel i Brändö distrikt i Helsingfors stad, bestående av öarna Blåbärslandet och Högholmen.
Stadsdelen har knappt några invånare alls, eftersom Blåbärslandet är ett rekreationsområde och Högholmen en djurpark.
Vattnet mellan öarna heter Silversundet.
År 2021 påbörjades projektet Spårväg Kronbroarna, med en spårvägsförbindelse mellan Kronbergsstranden på Degerö och Havshagen över Högholmen och Knekten.